# Systologaster fascipennis
Systologaster fascipennis är en tvåvingeart som först beskrevs av Ignaz Rudolph Schiner 1867.  Systologaster fascipennis ingår i släktet Systologaster och familjen rovflugor. Inga underarter finns listade i Catalogue of Life.